# Медвежка (приток Тайдона)
Медвежка — река в России, протекает по Крапивинскому району Кемеровской области.
Устье реки находится в 47 км по левому берегу реки Тайдон. Длина реки составляет 11 км. В устье находится посёлок Медвежка с гидрометрической станцией, выполняющей регулярные замеры уровня воды в Тайдоне.

## Данные водного реестра
По данным государственного водного реестра России относится к Верхнеобскому бассейновому округу, водохозяйственный участок реки — Томь от города Новокузнецк до города Кемерово, речной подбассейн реки — Томь. Речной бассейн реки — (Верхняя) Обь до впадения Иртыша.